# Josh Charles
Joshua Aaron "Josh" Charles, född 15 september 1971 i Baltimore i Maryland, är en amerikansk skådespelare som haft roller på film, TV och vid teatern.
Åren 2011 och 2014 Emmy-nominerades Charles för rollen som Will Gardner i TV-serien The Good Wife. 2014 nominerades han till en Golden Globe för samma roll.
Sedan 2013 är han gift med dansaren och författaren Sophie Flack. Paret har två barn tillsammans.

## Filmografi i urval
- 1989 – Döda poeters sällskap
- 1990 – Frihetssommaren -64
- 1991 – Säg inte till mamma att barnvakten dött
- 1992 – Crossing the Bridge
- 1994 – Trekant
- 1995 – Things To Do in Denver When You're Dead
- 1995 – Kärlekens motorväg
- 1995 – Coldblooded
- 1996 – The Grave
- 1996 – Norma Jean & Marilyn
- 1996 – Den 7:e dimensionen
- 1998–2000 – Sports Night (TV-serie)
- 1999 – Mupparna i rymden
- 2003 – S.W.A.T.
- 2005 – Four Brothers
- 2006 – The Darwin Awards
- 2006 – The Ex
- 2008 – In Treatment (TV-serie)
- 2009–2014 – The Good Wife (TV-serie)
- 2015 – Masters of Sex (TV-serie)
- 2023 – The Power (TV-serie)
- 2024 – Mothers' Instinct